# Le Périer
Pour les articles homonymes, voir Périer.
Le Périer est une ancienne commune française située dans le département de l'Isère, en région Auvergne-Rhône-Alpes. Depuis le 1er janvier 2019, elle est commune déléguée de Chantepérier.

## Géographie

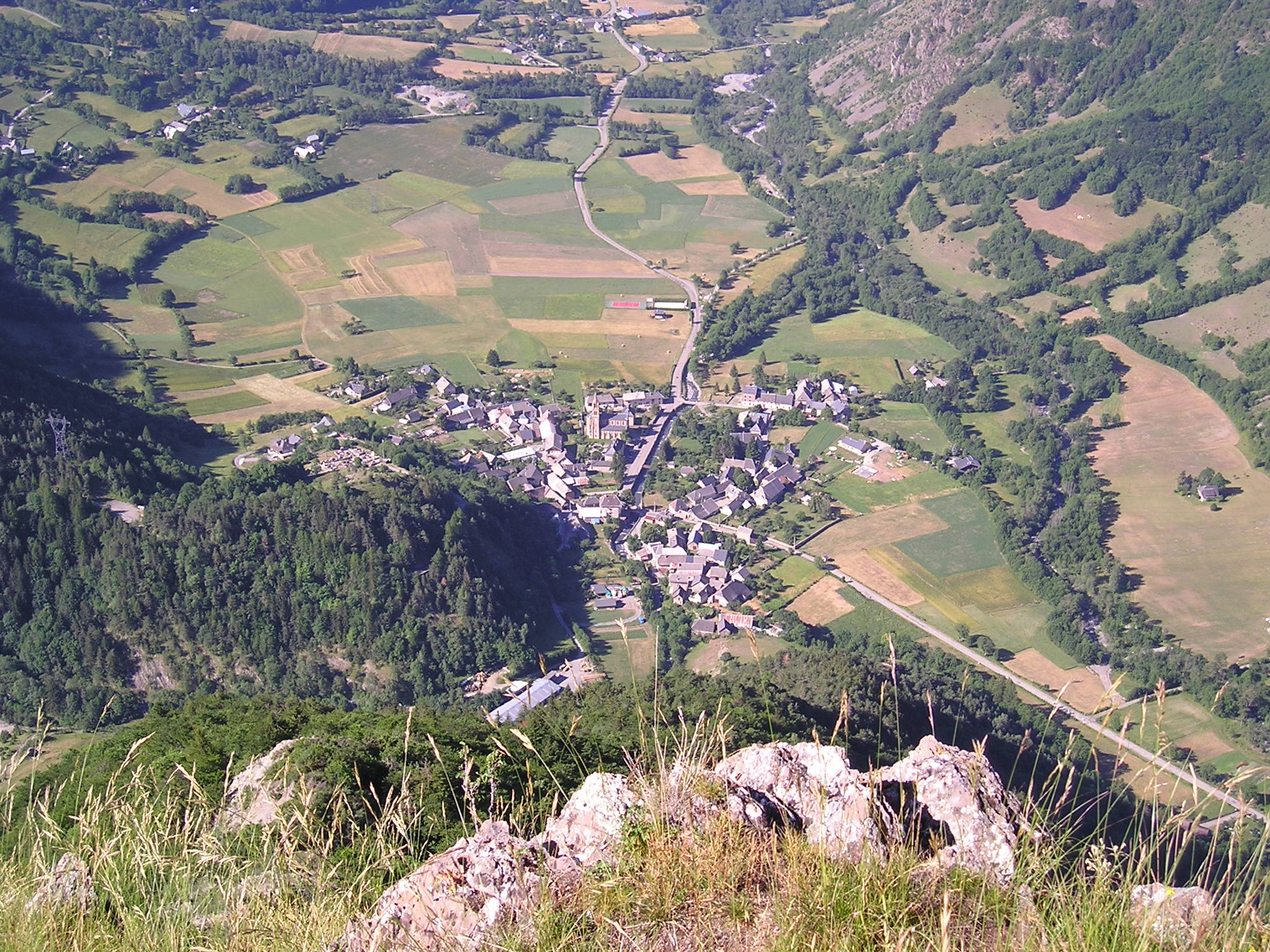
Le Périer (vue du Touret).

La commune du Périer est située dans le canton de Valbonnais, en bordure du parc des Écrins. La rivière principale de la vallée se nomme La Malsanne. Son affluent, le Tourot, traverse le centre du village. Le village se trouve sur la route du col d'Ornon qui relie la Mure et Bourg d'Oisans.
La superficie de Le Périer est de 4 799 hectares (47,99 km2) avec une altitude minimum de 815 mètres et un maximum de 2 992 mètres.

## Histoire
Le 1er janvier 2019, la commune fusionne avec Chantelouve pour former la commune nouvelle de Chantepérier dont la création est actée par un arrêté préfectoral du 18 décembre 2018.

## Politique et administration
| Période                                  | Période | Identité              | Étiquette | Qualité       |
| ---------------------------------------- | ------- | --------------------- | --------- | ------------- |
| 1971                                     | 1989    | M. Jacques Siaud      |           |               |
| 2001                                     | 2008    | Mme Fabienne Bauchon  | SE        |               |
| 2008                                     | 2014    | Mme Fabienne Bauchon  | SE        |               |
| 2014                                     | 2020    | Mme Christelle Méheut | SE        | Fonctionnaire |
| 2020                                     | 2026    | Mme Christelle Méheut | SE        | Fonctionnaire |
| Les données manquantes sont à compléter. |         |                       |           |               |

## Démographie
L'évolution du nombre d'habitants est connue à travers les recensements de la population effectués dans la commune depuis 1793. Pour les communes de moins de 10 000 habitants, une enquête de recensement portant sur toute la population est réalisée tous les cinq ans, les populations de référence des années intermédiaires étant quant à elles estimées par interpolation ou extrapolation. Pour la commune, le premier recensement exhaustif entrant dans le cadre du nouveau dispositif a été réalisé en 2007.

En 2016, la commune comptait 130 habitants, en évolution de −7,8 % par rapport à 2010 (Isère : +3,07 %, France hors Mayotte : +2,11 %).
| 1793 | 1800 | 1806 | 1821 | 1831 | 1836 | 1841 | 1846 | 1851 |
| ---- | ---- | ---- | ---- | ---- | ---- | ---- | ---- | ---- |
| 660  | 666  | 672  | 636  | 761  | 807  | 813  | 865  | 825  |

| 1856 | 1861 | 1866 | 1872 | 1876 | 1881 | 1886 | 1891 | 1896 |
| ---- | ---- | ---- | ---- | ---- | ---- | ---- | ---- | ---- |
| 786  | 748  | 718  | 694  | 670  | 634  | 613  | 556  | 527  |

| 1901 | 1906 | 1911 | 1921 | 1926 | 1931 | 1936 | 1946 | 1954 |
| ---- | ---- | ---- | ---- | ---- | ---- | ---- | ---- | ---- |
| 532  | 543  | 513  | 421  | 390  | 410  | 360  | 362  | 269  |

| 1962 | 1968 | 1975 | 1982 | 1990 | 1999 | 2006 | 2007 | 2012 |
| ---- | ---- | ---- | ---- | ---- | ---- | ---- | ---- | ---- |
| 183  | 198  | 156  | 143  | 133  | 126  | 137  | 139  | 145  |

| 2016 | - | - | - | - | - | - | - | - |
| ---- | - | - | - | - | - | - | - | - |
| 130  | - | - | - | - | - | - | - | - |

## Économie
La commune du Périer accueille, au cœur du lieu-dit les Doras, le site d'exploitation de l'eau de source Valécrin. En 2023, l’usine reste présente, mais sans activité depuis son rachat par le Groupe Ogeu en 2017.

## Lieux et monuments

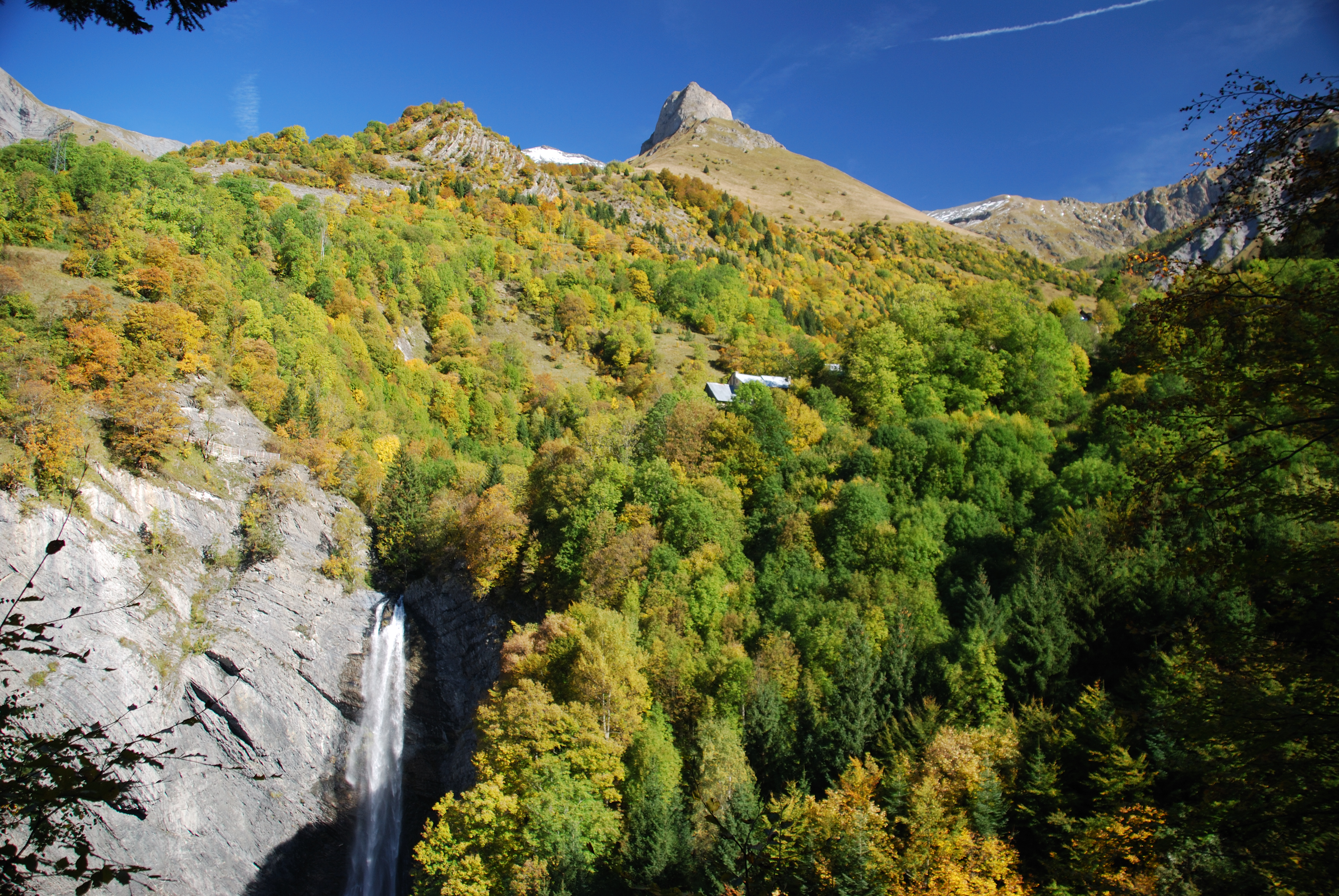
Cascade de Confolens

- Vestiges du château-fort du Périer, du XIIIe siècle[7].
- L'église Saint-Vincent du Périer de 1875[8].
- La cascade de Confolens[9].